# Pippo Molino
Pippo Molino (Milano, 1947) è un compositore italiano.

## Biografia
Figlio del celebre disegnatore e giornalista Walter Molino, ha compiuto gli studi musicali con Franco Donatoni al Conservatorio di Milano, dove ha poi insegnato. Ha fondato a Milano il centro di ricerca di musica contemporanea "Arcipelago Musica" ed è stato direttore artistico del Teatro Sociale di Rovigo. Autore di rubriche musicologiche per la RAI, ha scritto un Manuale di Armonia Tonale (Curci, 1999).

## Opere principali
- Litanie per orchestra (1979).
- Il canto ritrovato per orchestra (1980).
- Coro primo per 3 voci e 10 strumenti (da T.S. Eliot) (1985).
- Frammento A-B-C-D (1984, 1985, 1986, 1993) per chitarra.
- Concerto per flauto e archi (2002), Itinerario 1-2-3-4, per pianoforte (2006-2008).
- Musica per La Piccola Speranza, melologo teatrale a cura di Andrea Carabelli (2012) (da Charles Péguy).

## Riferimenti discografici
- Nel tempo, Gianluca Ruggeri percussioni, CD RCA.
- Replay II, Carlo Levi Minzi pianoforte, CD Rugginenti.
- Quintetto, Quintetto Scarponi, CD Tirreno.
- Harmonien, Gruppo Fiati Musica Aperta, direttore Vittorio Bonolis, CD Tirreno.
- Frammento C, Piero Bonaguri chitarra, CD Ways & Work.
- Itinerario 1, Fabio Trippetti pianoforte, CD Albumblatt 1.
- Itinerario 1, Bruno Canino pianoforte, CD Niccolò.